# Убайдулла-хан III
Убайдулла-хан III (1735 — 1753) — 11-й володар Бухарського ханства у 1751—1753 роках. Відомий також як Мухаммад Убайдулла II.

## Життєпис
Походив з династії Аштарханідів. Син Абу'л-Фаїз-хана. Народився 1735 року в Бухарі. Після повалення брата Абдулмумін-хана став новим бухарським володарем. Втім фактичну владу зберігав аталик Мухаммад-Рахім-бій.
1752 року Ахмед-шах Абдалі відправив військо на чолі із візиром Бегі-ханом для підкорення Балхської області. Після незначних боїв афганці завоювали Меймене, Андхой, Ахсі, Шібірган, Серпул, Балх, Хулм, Бадахшан і Баміан. В результаті Бухарськеханство остаточно втратило ці землі, що стали частиною Афганістану.
Близько 1753 року Убайдулла-хан III помер або був повалений Мухаммад-Рахім-бієм. Новим ханом став його небіж Шергазі.